# Walter Bedell Smith
Walter Bedell Smith, pseud. Beetle (ur. 5 października 1895 w Indianapolis, zm. 9 sierpnia 1961 w Waszyngtonie) – amerykański wojskowy i dyplomata, generał US Army, dyrektor Centrali Wywiadu, tym samym szef CIA od października 1950 do lutego 1953, ambasador USA w ZSRR od 3 kwietnia 1946 do 25 grudnia 1948.
Zaczynał od służby w Gwardii Narodowej (1910-1915), następnie wstąpił do armii. Od 1939 pracował w Sztabie Generalnym, obejmując w późniejszym czasie obowiązki jego sekretarza. Był też szefem sztabu sił amerykańskich w Europie w czasie II wojny światowej.